# مونیکو (کامیونیتی)، ویسکانسین
مونیکو (به انگلیسی: Monico) یک منطقهٔ مسکونی در ایالات متحده آمریکا است که در شهرستان اونیدا، ویسکانسین واقع شده‌است. مونیکو ۴۸۷٫۹۹ متر بالاتر از سطح دریا واقع شده‌است.